# Bartelshagen I
Bartelshagen I è una frazione (Ortsteil) della città tedesca di Marlow.

## Storia
Il 1º gennaio 1999 il comune di Bartelshagen I bei Ribnitz-Damgarten venne aggregato alla città di Marlow.

### Esplicative
1. ↑  La località è così denominata per distinguerla dalla vicina Bartelshagen II.

### Bibliografiche
1. ↑  (DE) Hauptsatzung der Stadt Marlow, § 12, Abs. 1., su stadt-marlow.de.
2. ↑  (DE) Gebietsänderungen vom 01.01. bis 31.12.1999, su destatis.de.